# بندر دير
بَندَر دَيِّر (بالفارسية: بندر دیّر) ميناء ومدينة في جنوب إيران، هي مركز مقاطعة دير في محافظة بوشهر.

## تاريخها
كان اليهود هم أول المستوطنين في دير وهم الذين أنشؤا مدينة بندر دير، إلا أنه مع مرور الأيام سكن المسلمون المنطقة إلى جانب اليهود، وفي عهد الدولة الصفوية قامت الحكومة بتغيير ديموغرافي في التركيبة السكانية بحيث زاد عدد المسلمين من خلال توطين اعداد من المسلمين في دير إلى جانب اعتناق عدد كبير من يهود دير دين الإسلام. سكان دير اليوم هم جميعاً من المسلمين وقد رحلت العائلات اليهودية عنها في سنة 1979 حيث هاجرت بعضها إلى دولة إسرائيل ونزحت أخرى إلى المدن الإيرانية الكبرى.
وسكان دير اليوم يشكلون عرقيات مختلفة أهما الفرس، العبرانيون، العرب، والأحباش، واللغة الدارجة فيها هي اللغة الفارسية باللهجة المحلية المعروفة باللهجة الديرية، ويحيط بحر الخليج العربي بدير من جهة الجنوب والغرب.

## الاقتصاد
بفضل الموقع الجغرافي المميز لدير يقع فيها ميناء مهم وهو ميناء بندردير، حيث أن هذا الميناء قديماً كان رابطاً تجارياً مهماً بين العراق والهند، حيث كانت تتوجه إليه بعض السفن التجارية المبحرة في الخليج العربي.
وكذلك أشتهرت مقاطعة دير بصيد السمك والزراعة، وفي الوقت الحاضر فيقبع تحت المقاطعة حقل غاز طبيعي بكميات تجارية.

## المناخ والجغرافيا
مدينة دير معروفة بمناخها الحار والرطب صيفاً، والمعتدل في فصل الشتاء مع أمطار قليلة، وتتكون المدينة من أرض قاحلة ومرتفعات صخرية في شمالها.

## الحياة الفطرية
هناك محمية بحرية على الساحل للحفاظ على النباتات البحرية والطيور البحرية كطير الفلامنجو.